# Gyaritus
Gyaritus is een kevergeslacht uit de familie van de boktorren (Cerambycidae). De wetenschappelijke naam van het geslacht werd voor het eerst geldig gepubliceerd in 1858 door Pascoe.

## Soorten
Gyaritus omvat de volgende soorten:
- Gyaritus varius (Pascoe, 1864)
- Gyaritus affinis Breuning, 1938
- Gyaritus auratus Breuning, 1963
- Gyaritus aurescens Breuning, 1940
- Gyaritus bangueyensis Breuning, 1958
- Gyaritus cinnamomeus Pascoe, 1864
- Gyaritus fulvopictus Pascoe, 1864
- Gyaritus fuscosignatus Breuning & de Jong, 1941
- Gyaritus gahani Breuning, 1938
- Gyaritus giganteus Breuning, 1938
- Gyaritus hamatus Pascoe, 1858
- Gyaritus indicus Breuning, 1938
- Gyaritus javanicus Breuning & de Jong, 1941
- Gyaritus malaccensis Breuning, 1938
- Gyaritus quadridentatus (Pic, 1936)
- Gyaritus siamensis Breuning, 1950
- Gyaritus spinosus Breuning, 1979
- Gyaritus viduus (Pascoe, 1886)